# Buchi Emecheta
Dr. Buchi Emecheta (n. 21 iulie 1944, Lagos, Statul Lagos, Nigeria – d. 25 ianuarie 2017, Londra, Anglia, Regatul Unit) a fost o importantă scriitoare nigeriană care a publicat peste 20 de cărți.